# Castello ducale di Castel Campagnano
Il castello ducale di Castel Campagnano è un castello ubicato a Castel Campagnano.

## Storia e descrizione
Il castello fu costruito nel XVIII secolo su una struttura preesistente risalente al XVI secolo: divenne dimora della contessa Ferrara, una dama legata alla corte di Ferdinando I delle Due Sicilie. Il castello venne restaurato alla fine del XX secolo per essere adibito allo svolgimento di ricevimenti.
Della struttura originaria si conserva la corte centrale, caratterizzata da un pozzo: dalla corte è possibile accedere sia alla cantina, scavata interamente a mano nel tufo e terminata nel 1777, sia alla chiesa rupestre di San Michele Arcangelo. Si conservano inoltre alcune sale interne: in una, con pavimento in cotto originale, è posta la macina per la molitura delle olive, in un'altra è custodito il camino e un'altra è caratterizzata da una volta a botte.